# Santa Maria Maior (Funchal)
Santa Maria Maior is een plaats (freguesia) in de Portugese gemeente Funchal en telt 13970 inwoners (2001).